# Hübel (Adelsgeschlechter)

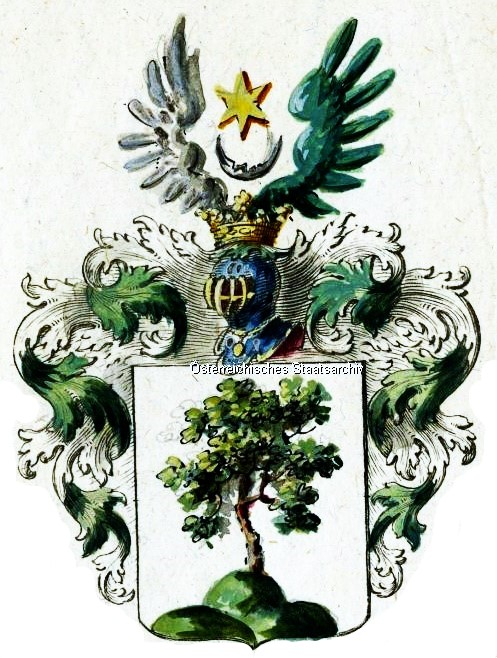
Wappen derer von Hübel (1804)

Hübel ist der Name mehrerer sächsischer Briefadelsgeschlechter.

## Geschichte
Der kurfürstlich-sächsische Leutnant Johann Maximilian Hübel wurde am 13. April 1804 in Wien von Kaiser Franz II. in den Reichsadelsstand erhoben.
Der sächsische Generalmajor Eduard Moritz Hübel (1834–1899), der Sohn des Wirklichen Geheimen Rats im sächsischen Kultusministerium Gustav Ludwig Hübel (1800–1881) wurde am 7. Februar 1891 anlässlich seiner Pensionierung durch König Albert in den erblichen sächsischen Adelsstand erhoben.
Der Verwaltungsjurist Maximilian Hübel (1860–1930) sowie Leopold Hübel wurden 1907 nobilitiert.

## Wappen
Blasonierung des Hübel-Wappens von 1804: In Silber auf grünem Dreiberg ein grüner Eichenbaum. Auf dem gekrönten Helm mit grün-silbernen Helmdecken ein silberner Mond mit den Hörnern nach oben und darüber ein goldener Stern zwischen einen offenen Flug, dessen Flügel rechts silbern und links grün.